# سارا كاستانيدا
سارا كاستانيدا هي لاعبة كرة قدم فلبينية، ولدت في 5 ديسمبر 1996.